# Nueva Granada (Magdalena)
Nueva Granada est une municipalité située dans le département de Magdalena en Colombie.